# Castniinae
Sous-famille
Les Castniinae sont une sous-famille de lépidoptères de la famille des Castniidae.

## Liste des tribus et genres
D'après FUNET Tree of Life (1 mars 2019) :
- Tribu des Castniini :
  - genre Amauta Houlbert, 1918
  - genre Athis Hübner, 1819
  - genre Castnia Fabricius, 1807
  - genre Castniomera Houlbert, 1918
  - genre Corybantes Hübner, 1819
  - genre Eupalamides Hübner, 1819
  - genre Feschaeria Oiticica, 1955
  - genre Geyeria Buchecker, 1876
  - genre Haemonides Hübner, 1819
  - genre Hista Oiticica, 1955
  - genre Imara Houlbert, 1918
  - genre Insigniocastnia
  - genre Ircila
  - genre Lapaeumides Oiticica, 1955
  - genre Spilopastes Houlbert, 1918
  - genre Synpalamides Hübner, 1823
  - genre Telchin Hübner, 1825
  - genre Xanthocastnia Houlbert, 1918
  - genre Yagra Oiticica, 1955

- Tribu des Gazerini :
  - genre Castnius Hübner, 1819
  - genre Ceretes Schaufuss, 1870
  - genre Divana Miller, 1982
  - genre Duboisvalia Oiticica, 1955
  - genre Frostetola Oiticica, 1955
  - genre Gazera Herrich-Schäffer, 1853
  - genre Mirocastnia Miller, 1980
  - genre Oiticicastnia Lamas, 1995
  - genre Paysandisia Houlbert, 1918
  - genre Prometheus Hübner, 1824
  - genre Riechia Oiticica, 1955
  - genre Tosxampila Oiticica, 1955
  - genre Zegara Oiticica, 1955

- Tribu des Synemonini :
  - genre Synemon Doubleday, 1846